# Neumayer-Station III
Neumayer-Station III, còn được gọi là Neumayer III theo tên nhà địa vật lý Georg von Neumayer, là trạm nghiên cứu Nam Cực của Đức thuộc Viện Alfred-Wegener. Trạm này nằm trên thềm băng Ekström dày khoảng 200 mét cách Neumayer-Station II vài km về phía nam. Trạm lắp ráp sẵn đã được vận chuyển đến vị trí hiện tại vào đầu tháng 11 năm 2007. Trạm này đang di chuyển cùng với thềm băng với tốc độ khoảng 157 mét (515 ft) mỗi năm về phía biển khơi.
Sau gần mười năm thực hiện dự án, bắt đầu từ tháng 10 năm 1999, bao gồm các giai đoạn lên ý tưởng dự án, đánh giá tác động môi trường, lập kế hoạch và xây dựng, hoạt động thường xuyên của trạm bắt đầu vào ngày 20 tháng 2 năm 2009. Trạm thay thế Neumayer-Station II và Georg- von-Neumayer-Station trước đó. Tuổi thọ dự kiến của trạm nghiên cứu này là 25 đến 30 năm và kinh phí cho toàn bộ dự án ước tính khoảng 39 tỷ Euro.